# Mahjong 64
Mahjong 64 est un jeu vidéo de mah-jong sorti en 1997 sur Nintendo 64 uniquement au Japon. Le jeu a été développé par Chat Noir et édité par Koei.

## Accueil
- N64 Magazine : 65 %[1]